# Свято-Миколаївська церква (старообрядська)
Храм Святителя Миколи Чудотворця — старообрядницька церква в місті Ізмаїл Одеської області. Належить єпархії Російської православної старообрядницької церкви. Раніше був кафедральним собором Ізмаїльської єпархії. Пам'ятка архітектури національного значення.

## Історія
У 1811 році старообрядці з числа козаків-некрасівців почали переселятися в Ізмаїл. Російський уряд надав їм значні пільги, відносну свободу віросповідання. У 1812 році під Ізмаїлом був відкритий Нікольський старообрядницький монастир, але у 1829 році він був закритий за ініціативою Івана Інзова.
У липні 1831 року старообрядці отримують дозвіл на будівництво кам'яного храму. У 1833 році нова церква була освячена на честь святителя Миколи Чудотворця.
У 1947 році Ізмаїльська єпархія була скасована. За часів радянської влади храм не закривався.